# Cardiff (Alabama)
Cardiff è un comune (town) degli Stati Uniti d'America ed è capoluogo della contea di Jefferson nello Stato dell'Alabama. La popolazione era di 55 persone al censimento del 2010, il che lo rende il centro abitato meno popolato della contea di Jefferson. Essa prende il nome dall'omonima capitale del Galles. È una delle quattro città della contea di Jefferson che prendono il nome da città nel Regno Unito, le altre sono Birmingham, Leeds e Brighton.

## Geografia fisica
Cardiff è situata a 33°38′43″N 86°55′59″W (33.645384, −86.932965).
Secondo lo United States Census Bureau, ha un'area totale di 0,2 miglia quadrate (0,52 km²).

## Società

### Evoluzione demografica
Secondo il censimento del 2000, c'erano 82 persone.

### Etnie e minoranze straniere
Secondo il censimento del 2000, la composizione etnica della città era formata dal 93,90% di bianchi e il 6,10% di afroamericani.